# Prunus discolor
Prunus discolor är en rosväxtart som först beskrevs av Édouard Spach, och fick sitt nu gällande namn av C. K. Schneider. Prunus discolor ingår i släktet prunusar, och familjen rosväxter. Inga underarter finns listade i Catalogue of Life.